# Cielo d'Alcamo
Cielo d'Alcamo est un écrivain sicilien du XIIIe siècle. Son texte le plus connu est le Contrasto (Rosa fresca aulentissima...), qui est une parodie de l'amour courtois de l'époque. Sa forme métrique très particulière s'inspire peut-être de la poésie arabo-andalouse circulant encore à son époque.

## Biographie
Cielo d'Alcamo est généralement regardé comme le premier poète qui ait fait usage de la langue italienne. Il était né vers la fin du XIIe siècle près de Palerme, dans la petite ville dont, suivant un usage très-commun de son temps, il joignit le nom à celui de Miceli (Michel, qu’il avait reçu au baptême : Cielo en est le diminutif). Un vers de la seule canzone qui nous reste de ce poète, où il parle des richesses que possède Saladin, semble prouver qu’elle fut composée alors que le sultan, déjà fameux par ses victoires sur les chrétiens, passait pour le monarque le plus puissant de l’Asie. On pourrait donc en conclure qu’elle est antérieure à l’année 1193, date de la mort du sultan. Cependant Vincenzo Auria (Sicilia inventrice) ne pense pas que Saladin vécût encore lorsque Cielo composa cette pièce ; et il croit même qu’il ne l’écrivit que sous le règne de l’empereur Frédéric II, prince qui, par ses encouragements et par son propre exemple, ranima dans l’Italie le goût des lettres et de la poésie. La langue italienne qu'employa Cielo n’était point encore dépouillée de la rouille de la barbarie. Dante, voulant montrer combien cette langue déjà si souple avait été rude dans ses commencements, cite, sans en nommer l’auteur (De vulgari eloquentia, l. 1er c. 12) le vers suivant de Cielo :

« tràgemi d'este focora, se t'este a bolontate. »

La canzone de Cielo mérite à peine, suivant Ginguené, d’être comptée parmi les productions de la littérature italienne, puisqu’elle est écrite dans un jargon plus sicilien qu’italien. Elle est composée de trente-deux strophes qui paraissent de cinq vers ; mais les trois premiers, de quinze syllabes, ne ressemblent à aucune espèce de vers connus. En les examinant, il est clair que chacun des trois premiers vers doit se diviser en deux, dont le premier est un vers de huit syllabes, de ceux qu’on appelle sdruccioli, et le second, un vers de sept syllabes. La strophe devient ainsi de huit vers de différentes mesures, rimés et non rimés, telle qu'on la retrouve dans les anciennes poésies provençales (Voy. Ginguené, Hist. litt. d’Italie, t. 1er, p. 337). La canzone de Cielo a été publiée, pour la première fois, par Allacci dans les Poeti antichi raccolti da codici mss. della bibliot. Vaticana e Barberina, Naples, 1661, in-8°. Quoique défigurée par des fautes de toute espèce, cette édition est très-précieuse et recherchée, parce qu’elle renferme des pièces qu'on ne trouve pas ailleurs. Elle contient des vers de l’empereur Frédéric II, de son chancelier Pierre Des Vignes, et de plusieurs poètes moins connus (Voy. l’Hist. litt. d’Italie, t. 1er, p. 396) La canzone de Cielo a été reproduite par Crescimbeni dans l’Istoria della volgare Poesia, t. 3, p. 7. Son titre d’un des plus anciens poètes italiens ne pouvait manquer de procurer à Cielo une place assez importante dans l’histoire de celte littérature. Mongitore a cité, dans la Biblioth. Sicula, p. 140, les nombreux ouvrages où ses droits sont exposés et discutés. On peut encore consulter Tiraboschi, Storia della Letterat. ital., t. 4, p. 397.